# 오오히메 (미나모토노 요리토모의 딸)
오오히메(일본어: 大姫 おおひめ[*], 지쇼 2년 (1178년) - 겐큐 8년 7월 14일 (1197년 8월 28일))는 헤이안 시대 말기 ~ 가마쿠라 시대 초기의 여성이다. 가마쿠라 막부를 열은 미나모토노 요리토모의 장녀로, 어머니는 호죠 마사코이다. 오오히메라고 하는 것은 장녀를 의미하는 통칭으로, 본명은 이치하타/이치만 (一幡)이라고 하는 설이 있지만 불명확하다.
6살 때, 요리토모와 대립한 미나모토노 요시나카와의 화목을 위해 요시나카의 적남 요시타카와 약혼하지만, 요시나카의 패배에 따라 요시타카가 처형된 것에 충격을 받아 마음의 병을 앓는다. 이후의 혼담도 거부, 고토바 천황에의 입내 (천황의 중궁/황후로 가는 것) 이야기도 제기되었지만, 실현되지 않고 20살의 나이로 요절했다.

## 생애
지쇼 2년 (1178년), 요리토모가 이즈의 유인이었던 시절, 부부 사이의 첫 아이로서 태어났다. 어머니 마사코는 아버지 토키마사가 결혼을 반대해 유폐되었으나, 이를 뿌리치고 폭우가 내리는 밤에 탈출 해, 요리토모의 품으로 달려갔다고 한다. 지쇼 4년 (1180년) 8월, 오오히메가 세는 나이로 3살이 되었을 때, 아버지 요리토모가 거병, 아즈마국을 세압하여 가마쿠라도노라 칭하게 된다.

### 요시타카와의 약혼
쥬에이 2년 (1183년) 봄, 요리토모와 대립하고 있던 미나모토노 요시나카는 장남이자 당시 11살이었던 미나모토노 요시타카를 인질로 가마쿠라에 보내, 당시 6살이었던 오오히메의 남편으로 삼기로 요리토모와 화의를 맺었다 (또한 요시타카와 오오히메는 또한 사촌지간이었다). 그러나 요리토모와 요시나카의 관계는 파국으로 치달았고, 이듬해인 쥬에이 3년 (1184년) 정월, 요시나카는 요리토모가 보낸 군에 의해 수도 외곽에서 패하고 죽었다.
같은 해 (개원 겐랴쿠 원년, 1184년) 4월 21일 (6월 1일), 요리토모는 미래의 화근을 끊기 위해, 요시타카의 살해를 결정한다. 이를 흘려들은 시녀들로부터 소식을 들은 오오히메는 새벽에 요시타카를 궁녀 차림으로 만들고 시녀들이 에워싸서 저택에서 꺼내 발굽에 솜을 두른 말을 준비해 가마쿠라에서 탈출시킨다. 요시타카를 대신해 같은 해 측근이었던 운노 유키우지가 요시타카의 침상에서 상투만 내놓고 요시타카가 즐긴 유키우지와 늘 쌍륙 승부를 벌이던 장소에서 쌍륙을 치고, 그래서 그동안 저택 사람들은 여느 때처럼 요시타카가 앉아 있는 줄 알았고, 요시타카가 빠져나갔다는 것을 밤이 되어서야 알게되었다.
요리토모는 격노하여 유키우지를 체포하고, 호리 치카이에 이하 군을 각 소에 파견하여 요시타카를 토벌하도록 명한다. 당황한 오오히메는 넋을 잃을 정도로 쓰러져 버린다. 4월 26일 (6월 6일), 치카이에의 낭당인 토나이 미츠즈미가 가마쿠라에 돌아와 이루마가와하라에서 요시타카를 사살했다는 사실을 보고한다. 이 일은 은밀하게 진행되었지만, 오오히메의 귀에 들어갔고, 비탄에 빠진 그녀는 물도 목구멍으로 넘어가지 않을 정도였다. 6월 27일 (8월 5일), 마사코는 오오히메가 병상에 누워 날이 갈수록 초췌해지는 것은 요시타카를 쳤기 때문이라고 분노하고, 오로지 토벌한 남자의 배려가 부족했기 때문이라고 요리토모에게 강하게 이야기 하였고, 토나이 미츠즈미는 효수되었다.
7살이었던 오오히메의 마음은 깊은 상처를 입었고, 그 후, 십여 년이 지나도 요시타카에 대한 생각에 사로잡혀 자리에 누운 나날이 계속되었다. 요시타카를 위한 추선공양과 독경, 사찰 기도 등 그녀의 마음을 치유할 수 있는 온갖 손길이 쏟아졌지만 소용이 없었다.
그러나, 이러한 일화를 기록한 「아처경(吾妻鏡)」의 기술에는 문식이 되어있다고 생각되어 어디까지가 사실이고 어디서부터가 허구인지의 판별은 하기 어렵다.

### 입내 문제
미나모토노 요시타카가 살해된 직후인 겐랴쿠 원년 (1184년) 8월, 고시라카와 법황은 대두하는 요리토모와의 관계를 강화하기 위해 섭정ㆍ코노에 모토미치에게 요리토모의 딸을 시집보낼 의향을 나타냈다 (『옥엽(玉葉)』 같은 해 8월 23일 조). 코노에가에는 요리토모의 유모인 히키노아마의 외손자인 코레무네노 타다히사 (시마즈씨의 시조)가 섬기고 있어, 법황이나 모토미치가 코레무네노 타다히사를 통해 요리토모 주변을 압박했을 가능성이 있다. 그러나 모토미치를 대신해 삼촌 쿠죠 카네자네를 섭정으로 밀고나가려는 의향으로 기울었던 요리토모는 결국 거절했다.
『옥엽(玉葉)』에 의하면, 겐큐 2년 (1191년), 요리토모가 딸을 고토바 천황에 입내시키려 한다는 소문이 카네자네의 귀에도 들어간다. 하지만, 이듬해 겐큐 3년 (1192년)의 고시라카와 법황의 사망과, 그에 수반하는 카네자네 정권 획득이 원인인지, 한번은 사건이 중지되었다.
겐큐 5년 (1194년) 8월, 요리토모의 조카이자 귀족인 이치죠 타카요시가 가마쿠라에 내려온다. 17살이 된 오오히메의 병세가 한때 소강상태에 이르렀을 때, 마사코는 타카요시와의 혼담을 권한다. 오오히메는 "그런 짓을 할 바에야 심연에 몸을 던지겠다"고 한마디로 거절했다. 마사코는 더 이상 이야기를 진행하기를 포기한다.
요리토모는 그 해 10월부터 상락을 준비해 이듬해 겐큐 6년 (1195년) 2월, 마사코와 오오히메ㆍ요리이에 등의 자녀를 동반해 쿄에 향한다. 표면적인 목적은 도다이지의 낙경공양이었지만, 수도에서는 오오히메를 고토바 천황의 비로 삼기 위해 입내 공작을 하고 있었다. 요리토모는 궁중의 실력자인 츠치미카도 미치치카와 단고노츠보네에게 차례로 접족을 도모한다. 3월 29일 (5월 10일)에는 단고노츠보네를 초청해 마사코와 오오히메를 대면시켜, 은제 마키에 상자에 사금 3백냥을 내고, 흰 능직물 30반 등 많은 화려한 선물을 보내 그 시종들에게까지 답례품을 보냈다.
지난번 상락에서는 흉금을 터놓고 이야기를 나눈 맹우 카네자네는 한번밖에 면회하지 않았고, 잡일만 이야기하며 정치적인 이야기는 하지 않았고, 선물은 말 두마리 뿐이었다. 카네자네는 딸이 이미 고토바 천황의 중궁이 되었고, 츠치미카도 미치치카와 단고노츠보네와는 정적이었다. 요리토모는 사위로 중용하고 있던 이치죠 요시야스와의 참배 예정도 돌연 반고하여, 단고노츠보네에 동행하였다. 요리토모는 일찍이 고시라카와 법황의 사망 직전, 원근신의  미치치카나 단고노츠보네가 멋대로 원의 장원으로 분포하려던 국아령을 카네자네와 함께 단호한 처사로 원상태로 되돌렸다. 단고노츠보네와 접촉한 요리토모는 이 카네자네의 결정을 돌연 취소한 것이다. 이듬해, 카네자네는 일문과 함께 실각한다 (겐큐 7년의 정변). 
요리토모는 엄청난 희생을 치르고 오오히메의 입내를 재봤지만, 오오히메는 병에서 회복되지 않고, 겐큐 8년 7월 14일 (1197년 8월 28일)에 향년 20세의 나이로 사망하였다. 
오오히메 입내 운동은, 요리토모가 미치치카ㆍ단고노츠보네에게 이용되어 결과적으로는 조정의 반막부파의 대두를 초래하는 중대한 결과를 초래했다고 여겨지는 경우가 많다. 요리토모는 오오히메의 사후, 차녀 산만의 입내 공작을 진행시켜 여인으로 해도, 자신과 산만의 잇따른 병사로 좌절한다. 이들은 그동안 항상 냉철한 정치가였던 요리토모의 가장 큰 실책으로 꼽혔으며, 이는 아버지로서의 생각에서 딸을 천황의 후(后)로 세우고 스스로 외척이 된다는 중앙귀족의 후예로서의 의식을 버리지 못한 한계로도 평가된다.
한편, 정권 기반이 취약한 미치치카가 요리토모와 적대하면 한없이, 미치치카는 실제로는 요리토모나 요리토모에게 최대한 배려를 하고 있어 반막적 공경의 지적은 맞지 않는다는 지적이 있다. 고케닌 통제에 왕조 권위를 이용하기 시작한 요리토모에게 조정 통제는 필수적이며, 그 가장 직접적인 방책이야말로 딸의 입내와 외손자의 즉위이며, 입내 좌절은 딸들과 요리토모 자신의 잇단 병사라는 예상 밖의 사태에 따른 것일 뿐이다. 세번째의 상락이 실현되었다면 요리토모는 산만을 고토바의 후궁으로 보내는데 성공했을 것이라는 견해도 있다.
죠라쿠지에 오오히메의 무덤이라고 전해지는 무덤이 남겨져있는 것과, 오오히메의 수호 본존이었던 지장을 모신 지장당 (이와후네 지장당)이 오기가야츠에 남아있다.

## 사진

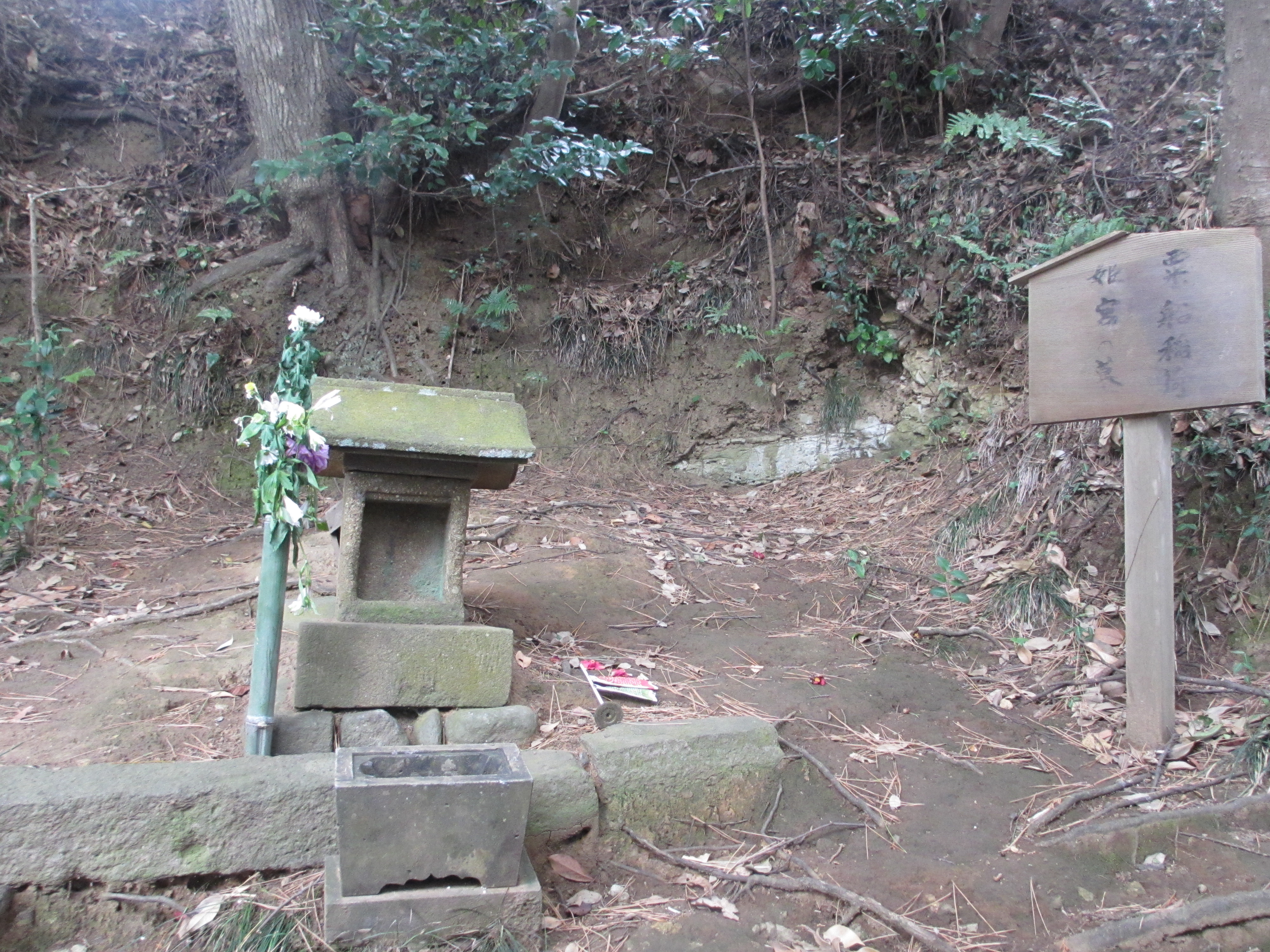
아와히메이나리 히메노미야의 묘 (쇼라쿠지 좌측도 산 허리, 오오히메의 묘 내지 호죠 야스토키의 딸 히메기미의 묘)
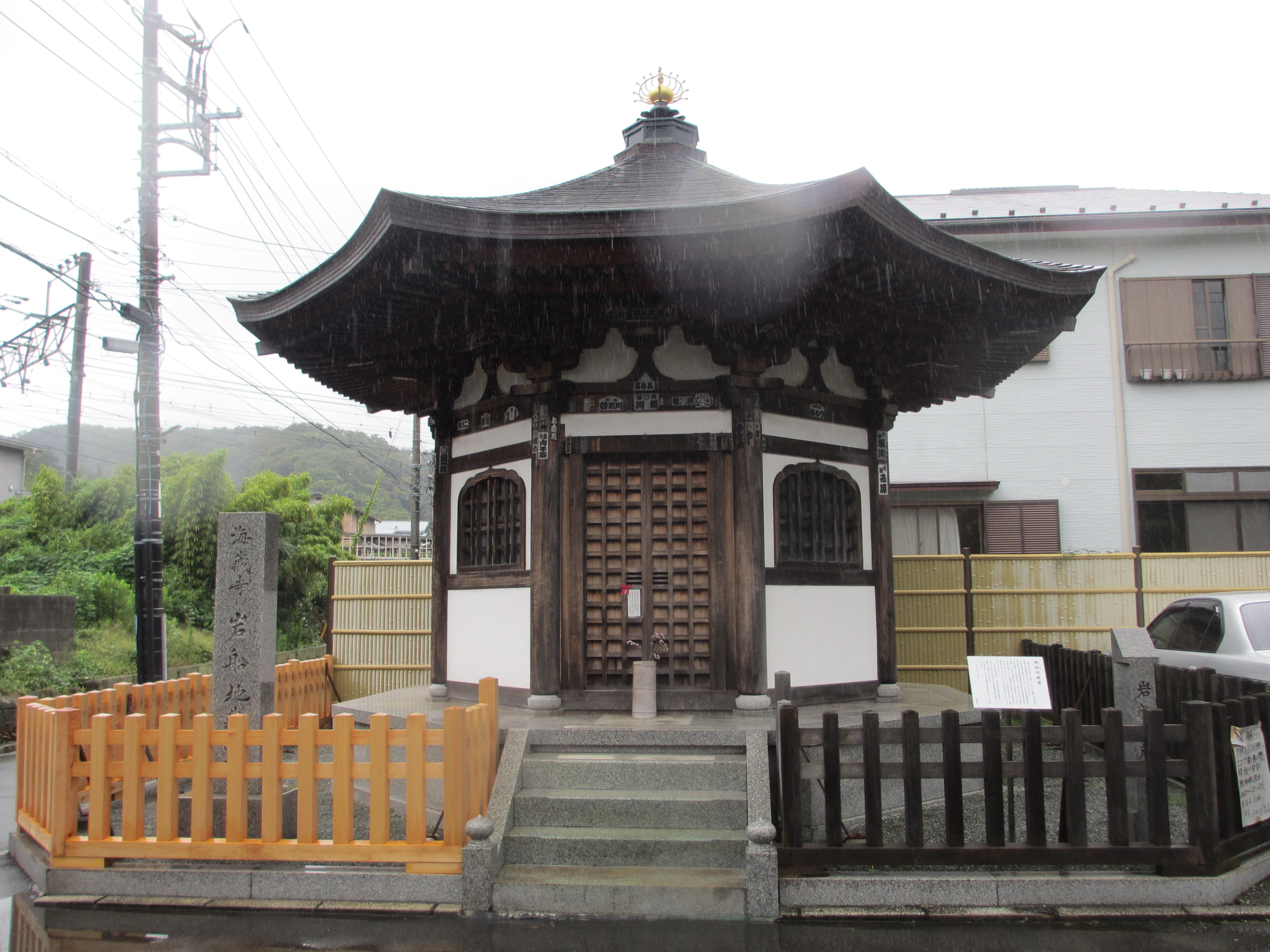
이와후네지장당 (가마쿠라시 오기가야 3, JR 가마쿠라역 요코스카센스이 가드 근처)

## 관련 작품

### TV 드라마
- 풀이 불탄다 (1979년, NHK대하드라마) - 연기：니시오 마리 → 사이토 코즈에 → 이케가미 키미코
- 요시츠네 (2005년, NHK대하드라마) - 연기：노구치 마오
- 가마쿠라도노의 13인 (2022년, NHK대하드라마) - 演：난바 아리사 → 오치이 미유코→ 미나미 사라

### 만화
- 마스라오 비본의경기 오오히메애상가 (키타자키 타쿠, 2014년, 전1권) - 『마스라오 비본의경기』 본래 주인공은 미나모토노 요시츠네이지만, 본 작품에서는 주인공 겸 이야기꾼으로 오오히메가 나오는 외전격 작품